# Ерик Сааде
Ерик Сааде (на шведски: Eric Saade) е шведски поп изпълнител, автор на песни и водещ. Представя Швеция на Евровизия 2011 с песента „Popular“. Заема 3-то място, което е най-добрият резултат на Швеция от 2000 г.

## Детски години
Ерик Сааде израства в селцето Катарп, разположено близо до Хелсингбори. Баща му Валид е от Ливан, а майка му Марлен е шведка. Родителите му се развеждат, когато Ерик е на четири години. Ерик живее с майка си (така постановява съдът), но през уикендите се вижда и с баща си. Той е второто дете в семейството и има още седем братя и сестри. Сааде започва да пише песни от тринайсетгодишна възраст. Футболът е другото му занимание, докато на 15 години не подписва първия си музикален договор. В резултат на това записва един албум и три сингъла, които обаче остават незабелязани. Ерик става известен едва след победата си на шведския музикален конкурс „Джокер“ (сега „Попкорн“).

## Музика

### What's Up
През 2007 г. Ерик влиза в кастинга за участие в нова момчешка банда. От стотици претенденти са отбрани едва петнадесет за изпълнения в стокхолмския театър „Глобус“, в тази бройка е и Сааде. Ерик е един от четиримата финалисти, които образуват момчешката банда „What's Up“. Още през есента на 2008 г. групата изнася концерти из Швеция. Сааде я напуска през през 2009 г., за да започне солова кариера.